# Born to Be Bad (1934)
Born to Be Bad (bra: Nascida para o Mal ou Nascida para Ser Má) é um filme pre-Code estadunidense de 1934, do gênero drama romântico, dirigido por Lowell Sherman, e estrelado por Loretta Young e Cary Grant. O roteiro de Ralph Graves e Harrison Jacobs foi baseado em uma história do próprio Graves.
A trama retrata a história de uma mãe imoral que chantageia um empresário rico depois que ele acidentalmente atinge seu filho delinquente com seu caminhão.

## Sinopse
A mãe solteira Letty Strong (Loretta Young) foi criada em um ambiente familiar saudável, mas engravidou aos quinze anos e fugiu de casa. Para proteger seu filho Mickey (Jackie Kelk) da mesma vida difícil que ela enfrenta, Letty o ensina habilidades de sobrevivência, incluindo mentir, roubar e enganar.
Um dia, um caminhão de leite dirigido por Malcolm "Mal" Trevor (Cary Grant), um empresário rico, atropela Mickey enquanto ele andava de patins na rua. Vendo uma chance de ganhar dinheiro, Letty elabora um plano para chantagear o homem. No entanto, seu plano dá errado quando Mickey é tirado dela após um juiz considerá-la uma mãe inadequada.
Mal e sua esposa Alyce (Marion Burns), incapazes de ter filhos biológicos, acolhem o garoto, proporcionando-lhe amor e um lar estável. Letty, consumida por ciúmes e ganância, tenta seduzir Mal, o que pode mudar a vida de todos os envolvidos.

## Elenco
- Loretta Young como Letty Strong
- Cary Grant como Malcolm "Mal" Trevor
- Jackie Kelk como Mickey Strong
- Marion Burns como Alyce Trevor
- Henry Travers como Fuzzy
- Paul Harvey como Brian
- Russell Hopton como Steve Karns
- Harry Green como Adolph, o advogado de Letty
- Charles Coleman como Mordomo
- Geneva Mitchell como Srta. Crawford, a secretária de Malcolm
- Etienne Girardot como J. K. Brown
- Guy Usher como Juiz McAffee
- Wade Boteler como Guarda

## Produção
O Escritório Hays rejeitou o roteiro duas vezes antes de finalmente aprová-lo. A personagem de Loretta Young, uma mãe solteira que entretém compradores em massa para garantir contratos para sua amiga, teve que ser reescrita e refilmada, de modo que sua ocupação fosse apenas insinuada. Por causa da censura crescente em produções cinematográficas, Darryl F. Zanuck teve que cortar o máximo possível de cenas de Young de lingerie e com as pernas expostas até os quadris.
As refilmagens não foram dirigidas por Lowell Sherman, o diretor original, que naquele momento estava dirigindo outra produção na Universal. Sidney Lanfield assumiu a direção do filme quando Sherman entrou de férias na época.

## Recepção
Kingsley Grace, em sua crítica para o jornal Los Angeles Times, escreveu que o filme "é uma falha de bom gosto e dificilmente esperada", e observou que o "caso extraconjugal" entre Letty e Mal havia sido mal explorado.
Mae Tinee, para o Chicago Daily Tribune, observou como a personagem Letty ensina seu filho a quebrar as leis, fazendo o filme ser definido como inspiração para uma campanha contra a decência. Tinee afirmou que "este filme é completamente repreensível e nunca deveria ter sido transformado em um longa-metragem".

### Bilheteria
O retorno do filme foi fraco, sendo considerado o único fracasso financeiro da 20th Century-Fox. A produção fez o estúdio perder dinheiro, com um prejuízo de US$ 50.000.